# Portage (software)
Portage este un sistem de gestionare a pachetelor creat inițial și utilizat de Gentoo Linux și, de asemenea, de Chrome OS, Calculate, Sabayon și Funtoo Linux, printre altele. Portage se bazează pe conceptul de colecții de porturi. Gentoo este uneori denumită meta-distribuție datorită flexibilității extreme a Portage, ceea ce îl face independent de sistemul de operare. Proiectul Gentoo/Alt este preocupat de utilizarea Portage pentru a gestiona alte sisteme de operare, cum ar fi BSD-uri, macOS și Solaris. Cea mai notabilă dintre aceste implementări este proiectul Gentoo/FreeBSD.
Există un efort continuu numit Package Manager Specification project (PMS), care are ca scop standardizarea și documentarea comportamentului Portage, permițând arborelui ebuild și pachetelor de sistem Gentoo să fie utilizate cu manageri de pachete alternativi precum Paludis și pkgcore. Scopul său este de a specifica setul exact de caracteristici și comportament al managerilor de pachete și al ebuild-urilor, servind ca referință autoritară pentru Portage.

## Prezentare generală

### Accesarea Portage
Portage este similar cu gestionarea pachetelor în stil BSD cunoscut sub numele de porturi și a fost inițial conceput având în vedere porturile FreeBSD. Portage este scris în limbajul de programare Python și este principalul utilitar care definește Gentoo. Deși sistemul în sine este cunoscut sub numele de Portage, este format din două părți principale, sistemul ebuild și emerge. Sistemul ebuild se ocupă de activitatea reală de construire și instalare a pachetelor, în timp ce emerge oferă o interfață pentru ebuild: gestionarea unui depozit ebuild, rezolvarea dependențelor și probleme similare. (Aceste două au, prin urmare, aproximativ aceeași relație ca rpm cu yum sau dpkg are cu APT.)
O interfață grafică bazată pe GTK+, Porthole, este disponibilă pentru lucrul cu Portage. Există, de asemenea, Himerge GUI, care înseamnă „Haskell Interface for eMerge”.

### Funcții furnizate
Portage se caracterizează prin funcția sa principală: compilarea din codul sursă a pachetelor pe care utilizatorul dorește să le instaleze. În acest fel, permite personalizarea opțiunilor de compilare și aplicație țintă pentru a se potrivi cu specificațiile sistemului și cu propriile dorințe ale utilizatorului. Funcționalitățile legate de gestionarea sistemului includ: permiterea instalării paralele a versiunii de pachete, urmărirea dependențelor de pachete încrucișate, gestionarea unei baze de date a pachetelor instalate, furnizarea unui depozit local ebuild și sincronizarea arborelui local Portage cu depozite la distanță. Funcționalitățile legate de instalarea individuală a pachetului includ: specificarea setărilor de compilare pentru mașina țintă și alegerea componentelor pachetului.
Portage face distincția între trei niveluri de stabilitate în ebuilds: stabil (de exemplu, software-ul funcționează așa cum se intenționează, fără probleme de securitate cunoscute la momentul lansării), cuvânt cheie mascat (în principal pentru pachetele care nu au fost testate suficient pe arhitectura sistemului țintă pentru a fi luate în considerare pachete stabile) și mascate dur (rupte sau foarte nesigure).